# Fragmenta Philosophorum Graecorum
Fragmenta Philosophorum Graecorum (FPG) é uma colecção em três volumes de fragmentos de filósofos da Grécia Antiga. Foi editada pelo alemão Friedrich Wilhelm August Mullach, e publicada em Paris pela família Didot entre 1860 e 1881. Os FPG foi a primeira colecção geral de fragmentos de filosofia pré-socrática, mas também incluía material mais recentes, nomeadamente de Cleantes de Assos. OS volumes contêm os textos gregos originais com traduções e comentários em latim.
A sua influência pode ser vista na obra de Friedrich Nietzsche, que a usou para o seu trabalho sobre os filósofos pré-socráticos. Desde então tem sido conhecida pelas suas falhas. Os FPG foram substituídos pela obra  Die Fragmente der Vorsokratiker, também conhecida como "Diels-Kranz" devido aos seus editores.